# Yie Ar Kung-Fu II: The Emperor Yie-Gah
Yie Ar Kung-Fu II: The Emperor Yie-Gah es un videojuego desarrollado y distribuido por Konami en 1986. Es la secuela de Yie Ar Kung-Fu.

## Juego
El juego difiere de su antecesor, pues en vez de un juego de lucha 1-contra-1 es un tipo beat 'em up (uno contra muchos)

## Versiones
Existen versiones para Commodore 64, MSX, Amstrad CPC, ZX Spectrum, BBC Micro y Acorn Electron

## Personajes
Destaca porque entre los tres personajes que puede elegir controlar el juegos se encuentra Lan Fang, la primera personaje jugable femenino de un videojuego